# François Sabatier

François Sabatier, Porträtzeichnung von Gustave Courbet (1854)

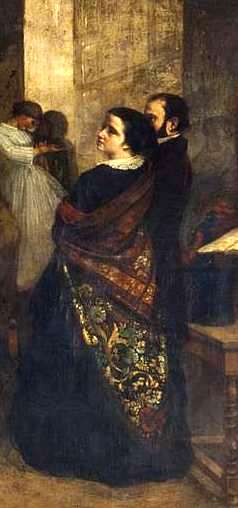
Caroline Unger und François Sabatier, Ausschnitt aus dem Gemälde Das Atelier des Künstlers von Gustave Courbet (1855)

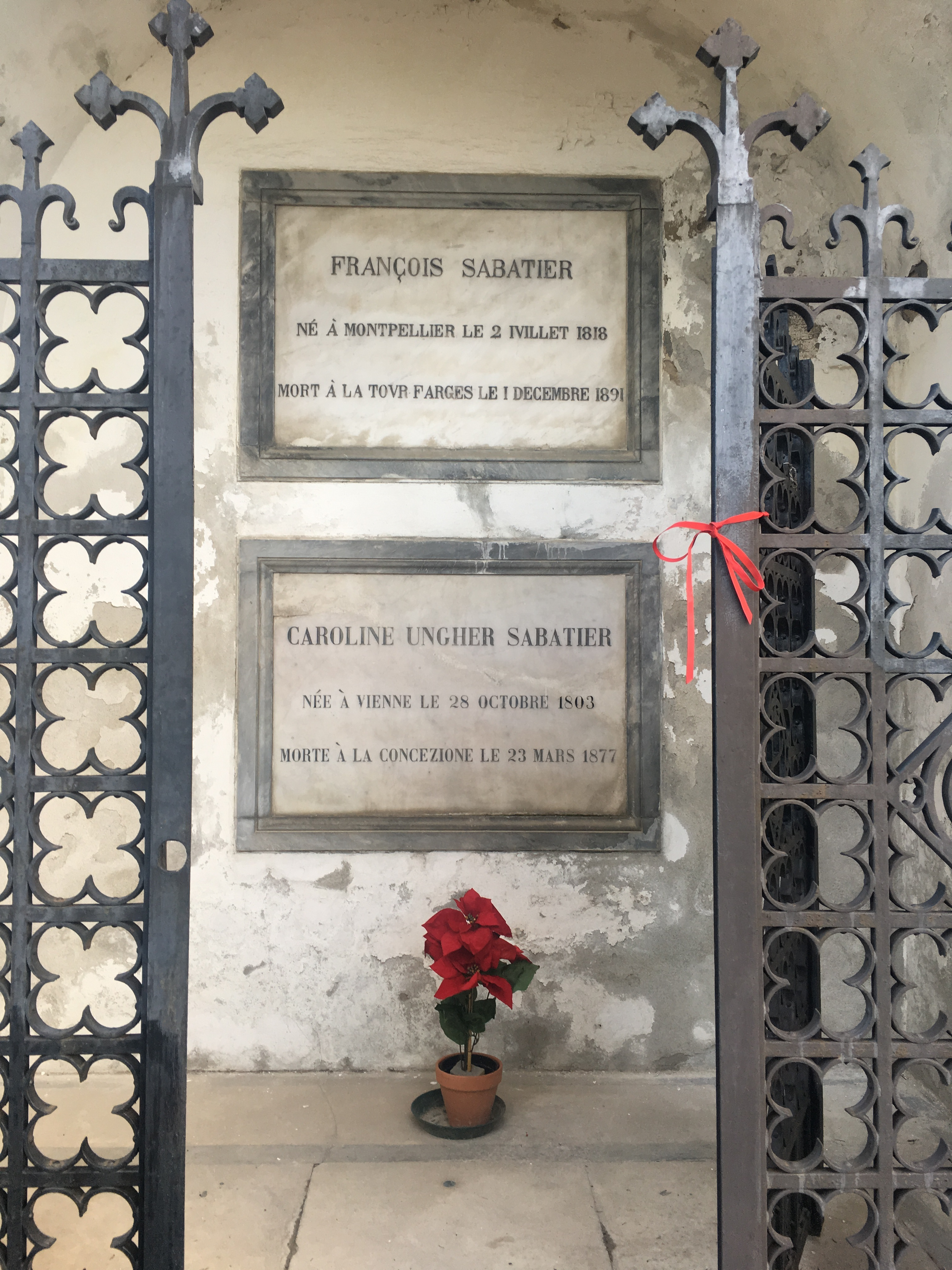
Das Grab von Caroline Unger und François Sabatier in Florenz, Friedhof der Kirche San Miniato al Monte

François Sabatier (* 2. Juli 1818 in Montpellier; † 1. Dezember 1891 auf La Tour de Farges in Lunel-Viel in der Camargue) war ein französischer Gelehrter, Kunstkritiker, Amateurmaler, Übersetzer und Mäzen sowie der Ehemann der österreichischen Sängerin Caroline Unger.

## Leben
Als Sohn eines wohlhabenden Gutsbesitzers, der kurz vor der Geburt des Kindes starb, wurde Marie Jean Baptiste François Sabatier Schüler seines Onkels, des Abbé Roques. Nach ersten Studien in einer Jesuitenschule beschloss er, eine Karriere als Schriftsteller und Dichter zu verfolgen. 1833 ging er nach Paris, wo seine literarische Begabung von Alfred de Vigny gefördert wurde. Er machte auch die Bekanntschaft von Malern wie Paul Chenavard, Auguste Bouquet und Edmond Wagrez. Zusammen mit den beiden letztgenannten reiste er 1838 nach Italien und lernte in Rom den Maler Henri Lehmann kennen, dessen Gemälde St. Catherine d’Alexandrie portée au tombeau (1839) er erwarb (heute im Musée Fabre). Weitere Bekannte waren Dominique Papety und der Bildhauer Auguste Ottin, beide Studenten an der Villa Medici. Großen Einfluss auf seine Ansichten hatten zu dieser Zeit die Theorien von Charles Fourier.

### Ehe mit Caroline Unger
Während seines Aufenthalts in Rom lernte Sabatier durch Henri Lehmann die berühmte österreichische Sängerin Caroline Unger kennen, die er am 18. März 1841 in der Kirche Santa Lucia dei Magnoli in Florenz heiratete. Die Frischvermählten reisten anschließend nach Deutschland, trafen in Dresden den Dichter Ludwig Tieck, des Weiteren Franz Liszt (den François Sabatier bereits in Rom besucht hatte), und begaben sich dann nach München, wo Sabatier die Werke der Nazarener studierte. Zurück in Italien, ließ sich das Ehepaar in Florenz nieder, wo Caroline Unger bereits eine Villa besaß. Um 1845 erbaute Sabatier für sich und seine Frau noch einen Palast in der Via del Renai (heute Sitz der Anwaltskammer von Florenz), der von Sabatiers Freunden Bouquet und Papety mit zahlreichen Wandbildern geschmückt wurde.
Im April 1846 begaben sich die Sabatiers mit Dominique Papety auf eine Reise nach Griechenland, mussten jedoch im Juli zurückkehren, da sich der Gesundheitszustand von Sabatiers Freund Auguste Bouquet, der an einem schweren Lungenleiden erkrankt war, dramatisch verschlechterte und er Sabatier vor seinem Tod noch einmal sehen wollte. Bouquet starb am 21. Dezember 1846 in Lucca. Das Paar Sabatier-Unger nahm nach dem Tod des Malers dessen Tochter Louise Bouquet zu sich, die 1865 den Historiker Michele Amari heiratete.

### Freundschaft mit Gustave Courbet und Moritz Hartmann
Nach der Februarrevolution von 1848 bezog das Ehepaar Sabatier vorübergehend eine Wohnung in Paris. 1851 setzte sich Sabatier hier in seiner kurzlebigen Zeitschrift Salon de 1851 für die neuerstarkende realistischen Malerschule ein und begrüßte insbesondere Gustave Courbet, dessen Freund und Mäzen er wurde. Courbet schuf 1854 ein Porträt von Sabatier, außerdem porträtierte er Sabatier und seine Frau wahrscheinlich 1855 auf seinem Gemälde Das Atelier des Künstlers. Letzteres entstand teilweise auf Sabatiers Landgut La Tour de Farges, wo Courbet 1857 auch das Gemälde Ansicht von La Tour de Farges schuf.
Zu den Freunden des Ehepaars gehörte auch der österreichische Schriftsteller und Journalist Moritz Hartmann, der seit 1848 im französischen Exil lebte.

### Die letzten Jahre
Nach dem Tod von Caroline (1877) heiratete François Sabatier im Dezember 1888 die in zweiter Ehe die Elsässerin Marie Boll, die er in Karlsbad kennengelernt hatte. In seinem Testament, geschrieben im Juli 1890, vermachte er einen Teil seiner Kunstsammlung dem Musée Fabre in seiner Heimatstadt Montpellier sowie seine Bücher und seine Gemäldesammlung dem Louvre, darunter viele Zeichnungen von Papety. 10.000 Francs stiftete er einem Altenheim in Neuilly-sur-Seine, um einem dort untergebrachten Freund zu helfen.
Sabatier lebte zuletzt auf seinem Landsitz La Tour de Farges, wo er am 1. Dezember 1891 starb. Er wurde auf dem Friedhof der Kirche San Miniato al Monte in Florenz neben seiner Frau beigesetzt.

## Werke und Übersetzungen
- Salon de 1851, Paris 1851
- Friedrich Schiller, Wilhelm Tell. Poëme dramatique, Königsberg 1859
- Le Faust de Goethe. Traduit en Français dans le mètre de l'original et suivant les règles de la versification allemande, Paris 1893